# كريستي بودن
كريستي بودن (بالإنجليزية: Kirsty Bowden)‏ هي لاعب هوكي الحقل بريطانية، ولدت في 21 فبراير 1978.

## وصلات خارجية
- كريستي بودن على موقع أوليمبيديا (الإنجليزية)
- كريستي بودن على موقع اتحاد ألعاب الكومنولث (مؤرشف) (الإنجليزية)